# 愛媛県立松山農科大学
愛媛県立松山農科大学（えひめけんりつまつやまのうかだいがく、公用語表記: 愛媛県立松山農科大学）は、愛媛県松山市樽味に本部を置いていた日本の公立大学である。　1949年に設置され、1958年に廃止された。
1954年に国立愛媛大学に編入され、農学部となった。
本項では、旧制愛媛県立農林専門学校などの前身諸校を含めて記述する。

## 概要
- 1900年 （明治33年） 創設の愛媛県農業学校（中等学校程度）を源流とする。直接の前身校、旧制愛媛県立農林専門学校は、第二次世界大戦中に食糧増産を目的として増設された農林専門学校 （旧称 高等農林学校） の一つであった。
- 戦後になり学制改革で1949年農・林・農業土木の3学科からなる新制愛媛県立松山農科大学に昇格させる。当初旧制松山高等学校など四国全体で総合大学構想があった。その後国立移管され、愛媛大学農学部となった。
- 同窓会は 「ユーカリ会」 と称し、旧制・新制合同の会である。

## 沿革

### 前史

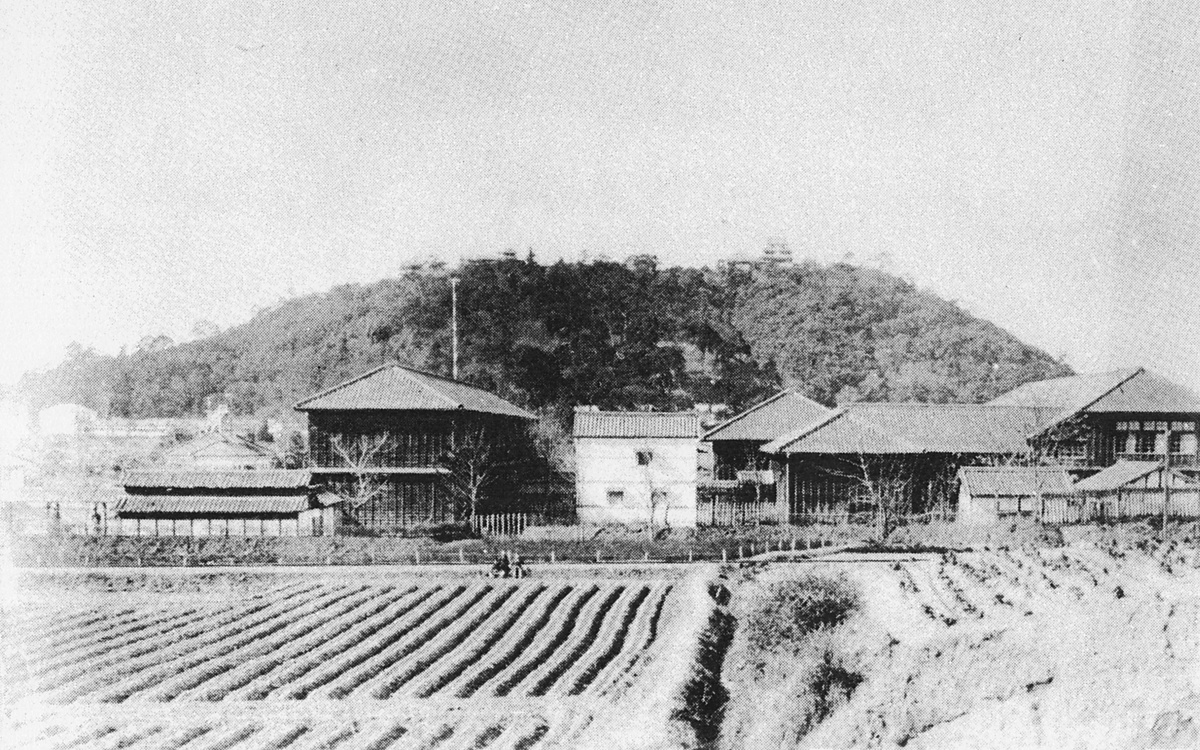
愛媛県農業学校

- 1900年3月14日： 愛媛県農業学校設立認可 （文部省告示第74号）。
- 1900年3月24日： 愛媛県農業学校規則を公布 （愛媛県令35号）。
  - 農業学校規程 （1899年） に基づく甲種農業学校。
  - 本科3年制、専攻科1年制。本科の入学資格： 満14歳～満25歳。
- 1900年4月13日： 愛媛県農業学校開校式。
- 1901年9月： 愛媛県立農業学校と改称。
- 1902年1月： 愛媛県立農業学校規則を公布。
  - 本科の入学資格： 満14歳以上、4年制高等小学校卒業程度。
- 1907年4月： 養蚕研究科・予科を設置。
- 1908年8月： 予科の入学資格を満13歳以上、2年制高等小学校 1年修了程度に。
- 1911年4月： 養蚕別科を設置。
- 1915年4月： 校友会、温泉郡桑原村大字畑寺に御即位大典記念果樹園を開設。
  - 1919年3月、1923年2月にも果樹園を拡張 （後の愛媛大学農学部松山農場： 1982年廃止）。
- 1917年3月： 予科・別科を廃止。研究生制度を導入 （蚕業科・林業科・農業科）。
- 1918年3月： 愛媛県立松山農業学校と改称。
- 1926年4月： 本科第3学年を農業科・蚕業科・林業科に分科。
- 1927年4月： 愛媛県立実業補習学校教員養成所を併設。
  - 後の愛媛青年師範学校 （現・愛媛大学教育学部）。
- 1929年5月： 温泉郡桑原村に移転 （現・愛媛大学樽味キャンパス）。
- 1939年4月： 拓殖科を設置。
- 1941年4月： 農業土木科を設置。
- 1942年4月： 獣医畜産科を設置。
- 1944年12月： 愛媛県議会、高等農林学校への昇格可決。

### 旧制愛媛県立農林専門学校時代
- 1945年1月： 専門学校令により愛媛県立農林専門学校設立認可 （文部省告示第18号）。
  - 愛媛県立松山農業学校からの昇格。農業学校は募集停止。
  - 本科 （修業年限3年） に農科・林科・農業土木科の 3科を設置。
- 1945年4月： 愛媛県立農林専門学校開校。
- 1947年3月： 併設の愛媛県立松山農業学校、廃止。
  - 同年、北条町外六か村組合立風早青年学校が 「愛媛県立松山農業学校」 と改称。同校は学制改革で新制愛媛県立松山北高等学校農業科となった （現・愛媛県立北条高等学校）。
- 1948年7月： 愛媛県議会、県立農科大学設置を可決。
- 1948年10月： 愛媛県立農林専門学校併設高等学校を設置 （新制、定時制。本校・伊台分校）。

### 愛媛県立松山農科大学時代
- 1949年3月： 文部大臣により県立農科大学設置認可。
- 1949年6月： 新制愛媛県立松山農科大学に昇格。
  - 農学部 （農学科・林学科・農業工学科）、一般教養科、附属農業高等学校 （全日制） を設置。
- 1950年12月： 温泉郡湯山村米野々に演習林設置。
- 1951年3月： 旧制愛媛県立農林専門学校、廃止。
- 1952年3月： 開学式を挙行。
- 1952年4月： 農林化学科・総合農学科を増設。
- 1953年： 農学専攻科を設置。
- 1954年4月： 国立移管され、愛媛大学農学部となる。
- 1956年4月： 附属農業高等学校も国立移管され、愛媛大学農学部附属農業高等学校となる。
- 1958年3月： 移管完了し、愛媛県立松山農科大学廃止。

## 歴代校長・学長
旧制愛媛県農業学校、愛媛県立農業学校、愛媛県立松山農業学校
- 校長： 野村豊常 （1900年4月 - 1905年3月）
- 校長： 吉野得一郎 （1905年4月 - 1908年3月）
- 校長： 菊池謹弥 （1908年3月 - 1912年9月）
- 校長： 尾見五郎 （1912年9月 - 1919年5月）
- 校長： 末光績 （1919年5月 - 1921年4月）
- 校長： 小川三策 （1921年4月 - 1923年4月）
- 校長： 大久保敬 （1923年4月 - 1931年4月）
- 校長： 国松斗升 （1931年4月 - 1938年9月）
- 校長： 菅菊太郎 （1938年9月 - 1940年3月）
- 校長： 森岡光信 （1940年3月 - 1947年3月）

旧制愛媛県立農林専門学校
- 校長： 木田芳三郎 （1945年3月 - 1947年10月）
- 校長事務取扱： 杉野常夫 （1947年10月 - 1948年2月）
- 校長： 川村一水 （1948年2月 - 1951年3月）

愛媛県立松山農科大学
- 学長： 川村一水
  - 後の愛媛大学農学部 初代学部長

## 校地の変遷と継承
源流の旧制愛媛県農業学校は愛媛県温泉郡道後村持田に設置された （現・松山東警察署付近。「愛媛農業教育発祥の地」碑が建立されている）。同地は周囲の市街地化に伴い再三面積を減じられ狭隘となったため、1929年5月に温泉郡桑原村の新校舎に移転した （現在の樽味キャンパス）。同地は後身の旧制愛媛県立農林専門学校、愛媛県立松山農科大学、愛媛大学農学部に引き継がれ、現在に至っている。

## 関連書籍
- 愛媛大学農学部創立100周年記念誌編集委員会（編）　『愛媛大学農学部創立100周年記念誌』　2000年10月。
- 記念誌編集委員会（編）　『愛媛大学農学部創立八十周年記念誌』　愛媛大学農学部開学八十周年記念事業会、1980年10月。